# William Bonin

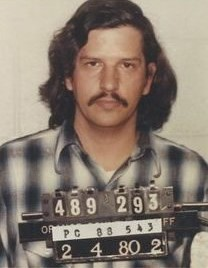
William Bonin (4 februari 1980)

William George Bonin (Connecticut, 8 januari 1947 - Marin County, 23 februari 1996) was een Amerikaanse seriemoordenaar en pedofiel die geëxecuteerd werd met een dodelijke injectie. Hij werd ervan verdacht rond de 45 jonge mannen en jongens verkracht en vermoord te hebben, bekende 21 gevallen en werd er uiteindelijk voor veertien veroordeeld tot de doodstraf. Hij was ook bekend als de Freeway Killer (later bleek dat de Freeway Killer eigenlijk 3 verschillende seriemoordenaars waren).

## Voorgeschiedenis
Het aanranden van jonge kinderen was iets waar Bonin al in zijn tienerjaren mee begon, nadat hij zelf seksueel misbruikt was door oudere jongens in een jeugdinrichting. Daar kwam hij terecht wegens diefstal. Op zijn 23e werd Bonin voor het eerst gearresteerd voor het aanranden van jonge jongens. Toen hij zes jaar later vrijkwam, kon hij vrijwel meteen weer achter de tralies voor het verkrachten van  David McVicker (14). Weer vier jaar later kwam hij weer op straat.

## Terreurgolf
In het jaar waarin hij vrijkwam, pleegde Bonin zijn eerste moorden. Samen met Vernon Butts ontvoerde en wurgde hij op 28 mei 1978 lifter Thomas Lundgren (13), nadat eerder de 17-jarige Marcus Grabs zijn allerlaatste lift kreeg. Voor het einde van het jaar maakten Bonin en Butts nog zeven dodelijke slachtoffers onder voornamelijk lifters en schandknapen in de regio Los Angeles, waaronder John Kilpatrick (15).
In de eerste maanden van 1980 had Bonin in Gregory Matthew Miley een andere medeplichtige. In twee maanden tijd werden Michael McDonald (16), Charles Miranda (15) en James McCabe (12) vermoord. Drie nieuwe lijken doken op in maart, weer drie in april en nog twee mei. Bij het laatst bekende slachtoffer had Bonin een derde medeplichtige, kamergenoot James Michael Monroe. Samen brachten ze op 2 juni 1980 Steven Wells om.
Negen dagen later werd Bonin opgepakt op verdenking van sodomie. De politie had hem al een tijdje in het oog gehouden en betrapte hem nu op heterdaad, terwijl hij bezig was met een 15-jarige jongen en de spullen al klaar had liggen om hem om te brengen. Bovendien had hij een plakboek liggen waarin hij verhalen over de Freeway Killer verzamelde. Eenmaal in hechtenis begon Bonin te bekennen en stopte daar pas mee na het noemen van 21 namen.

## Straffen
Bonin werd veroordeeld tot de doodstraf. Na zeventien jaar gevangenschap, werd hem op 23 februari 1996 een dodelijke injectie toegediend. Butts (22) werd aangeklaagd voor medeplichtigheid aan zes moorden, maar hing zichzelf op voor zijn proces begon. Miley en Munro kregen 25 jaar tot levenslang en 15 jaar tot levenslang, nadat ze allebei schuld bekenden aan één geval van medeplichtigheid per persoon. Een vijfde verdachte, William Pugh, kreeg zes jaar gevangenisstraf voor doodslag.

## Slachtoffers
Voor zover bekend:
- Marcus Grabs (17)
- Thomas Lundgren (14)
- Donald Hyden (15)
- David Murillo (17)
- Frank Fox (17)
- John Kilpatrick (15)
- Michael McDonald (16)
- Charles Miranda (15)
- James McCabe (12)
- Steven Wells (19)
- Ronald Gatlin (18)
- Harry Todd Turner (14)
- Glen Norman Barker (14)
- Russell Duane Rugh (15)
- Steven Wood (16)
- Lawrence Eugene Sharp (18)
- Darin Lee Kendrick (19)

## Meer Freeway Killers
Naast Bonin stonden nog twee Amerikaanse seriemoordenaars onder dezelfde bijnaam bekend:
- Patrick Kearney
- Randy Steven Kraft